# Volkseigener Betrieb
Volkseigener Betrieb (VEB - littéralement : entreprise possédée par le peuple) est la dénomination des entreprises d'État dans l'ancienne République démocratique allemande (RDA) et est donc une forme d'entreprise publique.

Logo complet du VEB.

Ces entreprises étaient fréquemment groupées en combinats au sein des grands bassins industriels de RDA.

## QuelquesVolkseigener Betriebe
Généralement, le nom du VEB est accompagné du nom de la ville de production, plusieurs sites existant parfois pour un même type d'industrie.
- VEB Automobilwerk (en) Eisenach (production automobile, notamment de type Wartburg)
- VEB Carl Zeiss Iena (optiques et matériel photographique)
- VEB Filmfabrik Wolfen (en) (films cinéma et photo, connu sous le nom Orwo)
- VEB Lebensmittel Bautzen (agro-alimentaire)
- VEB Narva Kombinat Berliner Glühlampenwerk (ampoules)
- VEB Robotron (matériel électronique et informatique, machines à écrire)
- VEB Sachsenring Automobilwerk Zwickau, plus connu sous la marque Trabant (production automobile)
- VEB Burger Bekleidungswerke (vêtements)
- VEB Deutsche Schallplatten (en) (éditeur de musique)
- VEB Elbewerften Boizenburg/Roßlau (en) (construction navale)
- VEB Fahrzeug-und Gerätewerk Simson Suhl (production automobile)
- Hochseeschiffbau Mathias-Thesen-Werft Wismar VEB (en) (construction navale)
- VEB Jehmlich Orgelbau Dresden (en) (fabricant d'orgues)
- VEB Lokomotivbau Karl Marx Babelsberg (LKM) (production ferroviaire)
- VEB Motorradwerk Zschopau (fabricant de motocyclettes)
- VEB Polytechnik (en) (production de rétroprojecteurs)
- VEB Sachsenring Automobilwerk Zwickau (production automobile)
- VEB Typoart (en) (fonderie typographique)
- VEB Uhrenwerke Ruhla (horlogerie)
- VEB Volkswerft (en) (chantier naval)
- Kombinat VEB Zeiss Jena (opto-électronique)